# Tipula camillerii
Tipula camillerii är en tvåvingeart som beskrevs av Alexander 1959. Tipula camillerii ingår i släktet Tipula och familjen storharkrankar. Inga underarter finns listade i Catalogue of Life.